# Епитрахильная грамота
 Епитрахи́льная гра́мота  — письменное разрешение, выданное архиереем овдовевшему священнику на право продолжать осуществлять богослужения и церковные требы при том же храме. На Стоглавом соборе 1551 года было принято положение о вдовствующих церковных чинах, которым согласно 80-й главы — «О тех же вдовствующих попех грамоты великих князей. Мы Иван. Глава 80» и 81-й — «Ответ о вдовых попех и о дияконех. Глава 81» Стоглава запрещалось служить и отправлять требы.

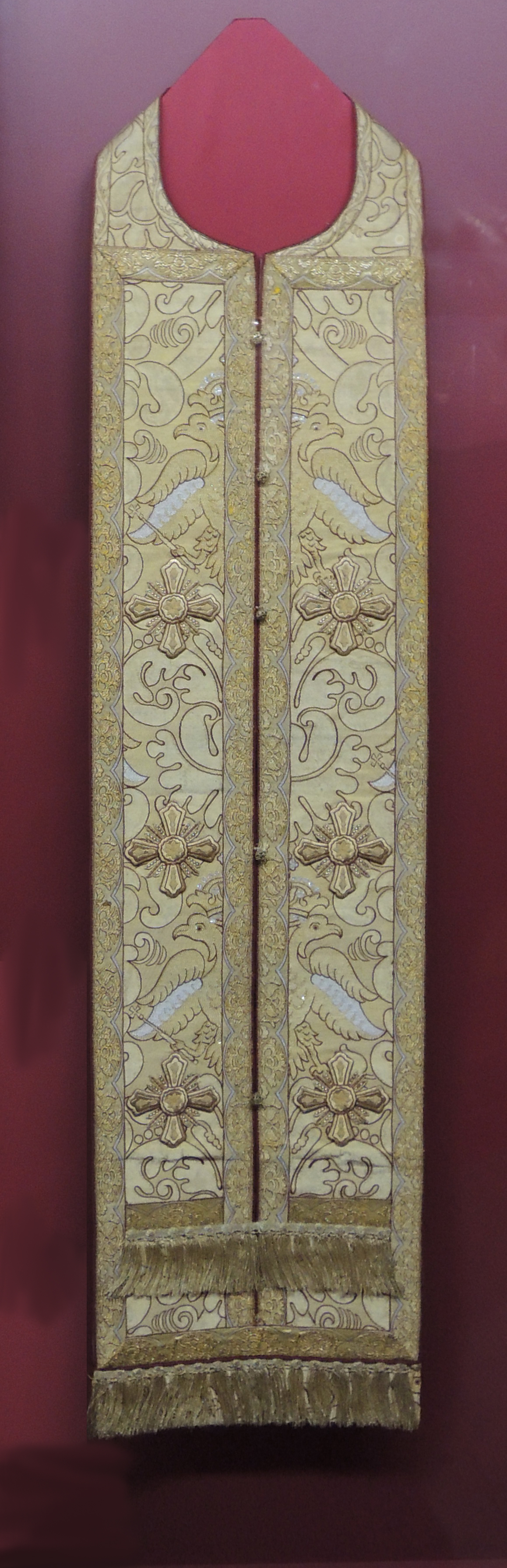
Часть богослужебного облачения — епитрахиль

Совершать церковные обряды богослужения православный священник должен в специальном облачении. Одной из принадлежностей такого облачения является епитрахиль, отсюда и название грамоты — «епитрахильная». Овдовевший священнослужитель, не получивший такой грамоты (разрешения), не имел право надевать на себя и епитрахиль. Грамота облагалась денежным сбором. Для диаконов существовали ора́рные (постиха́рные) грамоты.
Епитрахильная грамота давалась на определённое время — часто на один год, по истечении которого она выдавалась вновь и каждый раз облагалась установленной пошлиной. В выданной грамоте прописывалось свидетельство о «незазорном вдовьем житии», чтобы и впредь служитель жил так же трезво, целомудренно и благоговейно. Для белого духовенства такие грамоты были отяготительны в денежном отношении и представляли определённые неудобства для исполнения древних церковных обычаев. Эти грамоты и денежный сбор с них были отменены в 1765 году.